# Payerne
Payerne é uma comuna suíça do cantão de Vaud situado no Distrito de Broye-Vully.